# Végzetes végjáték
A Végzetes végjáték (eredeti címe: The Luzhin Defence) 2000-ben bemutatott brit romantikus filmdráma, rendezte Marleen Gorris. A forgatókönyvet Vladimir Nabokov a Luzsin-védelem című regénye alapján készítették. A produkció főszerepében John Turturro, Emily Watson és Geraldine James. 2000. augusztus 21-én mutatták be az Edinburgh-i Nemzetközi Filmfesztiválon. Magyarországon 2002. augusztus 8-tól vetítették a mozikban.

## Cselekmény
Luzsin, a tehetséges, de meggyötört sakkozó egy észak-olasz városba érkezik, hogy részt vegyen egy nemzetközi sakkversenyen. A verseny előtt találkozik Natalia Katkovval, akivel egymásba szeretnek, és találkozgatni kezdenek a nő anyjának rosszallása ellenére. A versenyen megjelenik Luzsin gyerekkori mentora, Valentinov, aki meg akarja akadályozni, hogy Luzsin nyerjen. Valentinov kapcsolatba lép az olasz sakknagymesterrel, Turatival, akinek garantálja a nyerési esélyét. 
Luzsint elbizonytalanítja egykori barátja és edzője jelenléte. Az első fordulókon meg kell küzdenie a versenyzőkkel, de hamarosan újra győzni kezd, ahogy a Katkovval való kapcsolata egyre szorosabbá és bensőségesebbé válik. Ekkor a nő közli a szüleivel, hogy feleségül fog menni a férfihoz. Közben Luzsin továbbjut a döntőbe, ahol Turati ellenfele lesz. A döntőben azonban veszít az időmérővel szemben, így a mérkőzés elmarad. 
Luzsint elrabolja Valentinov egy bűntársa, és otthagyja egy ismeretlen tájon. Mivel gyermekként Luzsin átélte, hogy szülei magára hagyták, megrázó élmény számára bolyongani. Miután összeesik, egy csapat feketeinges talál rá, és kórházba viszik. Az orvos közli Katkovval, hogy Luzsin meg fog halni, ha továbbra is sakkozik, mivel a játék rabja, és ez felemészti a lényét. Valentinov egy sakktáblával a kezében arra biztatja Luzsint, hogy fejezze be a meccset az olasz Turatival, de Katkov lebeszéli róla.
Az esküvőjük reggelén azonban Luzsint újra megkeresi Valentinov, aki a verseny befejezését sürgeti. Luzsin ijedtében kiugrik Valentinov autójából, és kábultan megpróbálja kiásni a sakkfiguráit a földből. A férfi sárosan bezárkózik a szobájába, és nem nyit ajtót sem a személyzetnek, sem a menyasszonyának. Luzsin kiugrik a hálószobája ablakán, és meghal.
Katkov megtalálja Luzsin jegyzeteit, és egy tapasztalt sakkozó segítségével értelmezi őket. Luzsin megtervezett lépéseit megtanulva Katkov befejezi a meccset Turatival. Turati pontosan azt lépi meg, amire Luzsin számított, így Katkov nyer, és elismerik Luzsin zsenialitását.

## Szereplők
| Szerep       | Színész              | Magyar hangja   |
| ------------ | -------------------- | --------------- |
| Luzsin       | John Turturro        | Kálid Artúr     |
| Natalja      | Emily Watson         | Götz Anna       |
| Vera         | Geraldine James      | Sára Bernadette |
| Valentinov   | Stuart Wilson        | n.a             |
| Stassard     | Christopher Thompson | n.a             |
| Turati       | Fabio Sartor         | n.a             |
| Ilja         | Peter Blythe         | n.a             |
| Anna         | Orla Brady           | n.a             |
| Luzsin apja  | Mark Tandy           | n.a             |
| Luzsin anyja | Kelly Hunter         | n.a             |

## Fogadtatás

### Kritikai visszhang
A filmet vegyesen értékelték a filmkritikusok. A Rotten Tomatoeson 57%-os minősítést ért el 72 értékelés alapján, az összefoglaló szerint: „Turturro és Watson jól mutatnak együtt ebben az érdekes és jól kidolgozott filmben.” Jonathan Rosenbaum a Chicagor Readertől úgy vélte: „Tisztában vagyok vele, hogy egy jó regény minden filmadaptációja valamilyen kompromisszummal jár, és hogy a tisztességes cserék kevéssé jellemzőek. De ez a film jó kétharmadát elveszti...” Michael O'Sullivan a Washington Posttól azt írta: „Ahogy Hicks a billentyűzetet, Gorris a sakktáblát teszi szexivé, főként azzal, hogy nem arra, hanem a rajta ülő emberekre koncentrál.” Roger Ebert szerint: „A film elégikus és szomorú, gyönyörűen kivitelezett, de nem annyira lebilincselő, mint amennyire kellene.”
A MetaCriticen 64 pontot ért el a 100-ból 26 vélemény alapján. Kenneth Turan a Los Angeles Timestól azt írta: „Gondosan elkészített, magával ragadó és régimódi, a kiváló mű, amely inspirálta, olyan hatást kelt, amely még akkor is megmarad, amikor a végjáték már véget ért.” Shawn Levy a Portland Oregoniantól azt írta: „Képes lenne rá, de nem magával ragadó, soha nem fejtette meg hőse zsenialitásának rejtélyét, és ami még rosszabb, nem is érdekelt minket annyira, hogy mélyebbre ássunk.” Lou Lumenick a New York Poston azt írta: „Az egyik legjobb színészünk, Turturro felülmúlja korábbi remek munkáját Alexander Luzsin szerepében.”

### Bevétel adatai
A Box Office Mojo szerint a film 1,8 millió dolláros bevételt ért el, a költségvetésről nincs adat.